# Station 19 (7.ª temporada)

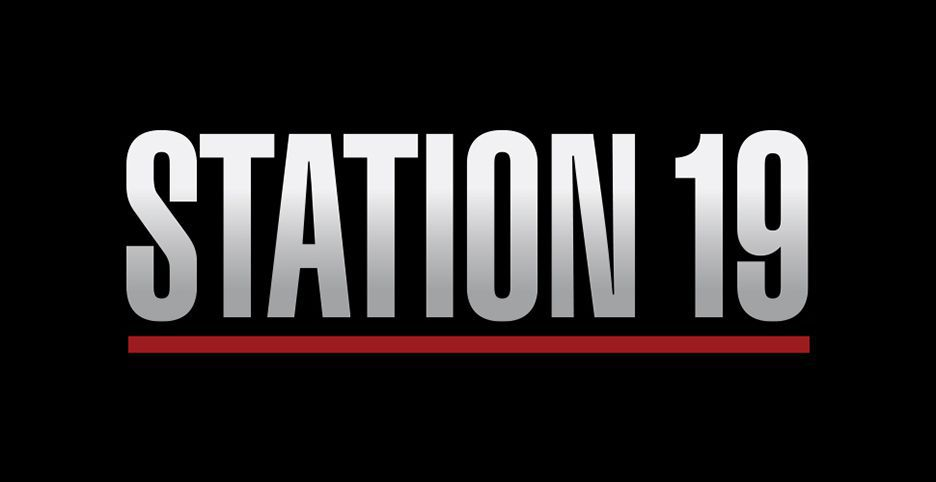
Logo Station 19

A sétima e última temporada da série de televisão dramática estadounidense Station 19 foi encomendada em 20 de abril de 2023, pela American Broadcasting Company (ABC), e estreou em 14 de março de 2024. A temporada será produzida pela ABC Signature, em associação com a Shondaland Production Company, com Shonda Rhimes e Betsy Beers como produtoras executivas, Paris Barclay como diretor de produção e produtor executivo da série e Zoanne Clack e Peter Paige atuando como os novos showrunners e produtores executivos, após a saída de Krista Vernoff na temporada anterior. A temporada irá ao ar na temporada de transmissão de 2023-24 às noites de quinta-feira às 22h, horário do leste dos EUA.
Esta temporada será marcada pela ausência Pat Healy no elenco regular da série, que não retorna da temporada anterior.
A sétima temporada será estrelada por Jaina Lee Ortiz como Andy Herrera, Jason George como Ben Warren, Boris Kodjoe como Robert Sullivan, Grey Damon como Jack Gibson, Barrett Doss como Victoria Hughes, Jay Hayden como Travis Montgomery, Danielle Savre como Maya Bishop, Stefania Spampinato como Carina DeLuca, Carlos Miranda como Theo Ruiz, Josh Randall como Sean Beckett e Merle Dandridge como Natasha Ross.

## Elenco e personagens

### Principal
- Jaina Lee Ortiz como Andrea "Andy" Herrera[5]
- Jason George como Benjamin "Ben" Warren[5]
- Boris Kodjoe como Robert Sullivan[5]
- Grey Damon como Jack Gibson[5]
- Barrett Doss como Victoria "Vic" Hughes[5]
- Jay Hayden como Travis Montgomery[5]
- Danielle Savre como Maya DeLuca-Bishop[5]
- Stefania Spampinato como Dra. Carina DeLuca-Bishop[5]
- Carlos Miranda como Theodore "Theo" Ruiz[5]
- Josh Randall como Sean Beckett[5]
- Merle Dandridge como Natasha Ross[5]

## Episódios
| N.º na série | N.º na temp. | Título | Dirigido por | Escrito por | Exibição original   | Audiência (milhões) |
| ------------ | ------------ | ------ | ------------ | ----------- | ------------------- | ------------------- |
| 96           | 1            | ASA    | ASA          | ASA         | 14 de março de 2024 | ASD                 |

## Produção

### Casting
Espera-se que todo o elenco principal da temporada anterior retorne, exceto Pat Healy.

### Desenvolvimento
Em 20 de abril de 2023, a ABC renovou a série para uma sétima temporada. Esta será a única temporada com os showrunners Zoanne Clack e Peter Paige após a saída da showrunner anterior, Krista Vernoff, no final da temporada anterior. Clack ingressou em Station 19 na temporada anterior como produtora executiva e redatora principal, depois de trabalhar na série mãe, Grey's Anatomy. Paige começou a dirigir episódios a partir da quarta temporada e tornou-se produtor executivo na temporada anterior.
A produção da temporada foi adiada indefinidamente devido às greves WGA (roteiristas) e SAG-AFTRA nos Estados Unidos, com Paige afirmando que a produção não começaria até a conclusão da greve dos roteiristas. Clack afirmou que o número de episódios produzidos para a temporada seria reduzido por causa da greve. Após o fim das disputas trabalhistas de Hollywood em 2023, espera-se que a temporada consista em dez episódios. Sem Vernoff, que também deixou seu papel de showrunner em Grey's Anatomy, espera-se que as histórias da série principal se separem, e apenas um crossover está planejado para a temporada.
Quando a temporada de transmissão de 2023-24 dos Estados Unidos foi anunciada, Station 19 foi adiada para o meio da temporada devido às greves. A ABC anunciou mais tarde que a temporada estrearia em 14 de março de 2024, no horário de quinta-feira às 22h, após a série principal, Grey's Anatomy.

### Finalização da série
Em 8 de dezembro de 2023, a ABC anunciou que a sétima temporada de Station 19 será sua última.
A produtora executiva Shonda Rhimes postou em sua conta no Instagram: "Grata por uma corrida inesquecível. Uma saudação sincera ao elenco excepcional cujo brilho deu vida aos personagens e aos telespectadores que continuaram a tornar isso possível! Obrigado pela magia, pelos momentos e pelas memórias."